# Claudio Sala
Claudio Sala (Macherio, provincia de Monza y Brianza, Italia, 8 de septiembre de 1947) es un exfutbolista y director técnico italiano. Se desempeñaba en la posición de centrocampista.

## Selección nacional
Fue internacional con la selección de fútbol de Italia en 18 ocasiones. Debutó el 20 de noviembre de 1971, en un encuentro ante la selección de Austria que finalizó con marcador de 2-2.

### Participaciones en la Copa del Mundo
| Mundial                        | Sede      | Resultado |
| ------------------------------ | --------- | --------- |
| Copa Mundial de Fútbol de 1978 | Argentina | Semifinal |

## Clubes

### Como futbolista
| Club            | País   | Año         |
| --------------- | ------ | ----------- |
| Monza Brianza   | Italia | 1965 - 1967 |
| S. S. C. Napoli | Italia | 1967 - 1968 |
| Torino F. C.    | Italia | 1969 - 1980 |
| Génova C. F. C. | Italia | 1980 - 1982 |

### Como entrenador
| Club              | País   | Año  |
| ----------------- | ------ | ---- |
| Torino F. C.      | Italia | 1989 |
| U. S. Catanzaro   | Italia | 1990 |
| U. S. Catanzaro   | Italia | 1991 |
| Moncalieri Calcio | Italia | 2001 |

## Palmarés

### Campeonatos nacionales
| Título      | Club         | País   | Año     |
| ----------- | ------------ | ------ | ------- |
| Copa Italia | Torino F. C. | Italia | 1970-71 |
| Serie A     | Torino F. C. | Italia | 1975-76 |

### Distinciones individuales
| Distinción   | Año  |
| ------------ | ---- |
| Guerin d'Oro | 1976 |
| Guerin d'Oro | 1977 |